# 山口隆祥
山口 隆祥（やまぐち たかよし、1942年 - ）は、日本の実業家。ジェッカーチェーン、ジャパンライフの創業者。

## 経歴
群馬県伊勢崎市出身。織物業の家元の三男として生まれた。戦後、着物から洋服文化に移行し、山口家は1956年に倒産。山口の生家は2階建ての豪邸であったが、倒産後は部屋を借家として貸し出した。生家は鉄道の高架化のため取り壊されて現存せず、2020年3月の時点で空き地になっている。
高校卒業後に富士重工業で工員を務めるが、2年で退職して「ジェッカーチェーン」を設立する。ジェッカーはマルチ商法であると批判が高まり、山口は1975年5月13日衆議院物価問題等に関する特別委員会に参考人として招致された。ジェッカーは公正取引委員会の行政処分を受け、1976年に銀行取引が停止されて倒産した。山口は詐欺罪で告訴され、1976年3月9日に東京地検はこれを受理したが、1年以上捜査に着手されなかった。
山口は行方不明と報じられたが、ジェッカー倒産前年の1975年に「ジャパンライフ」を創業しており、その社長に就く。山口は自身が19歳のときに1番上の兄が脳腫瘍を患らったことや父が癌で亡くなったことがジャパンライフを創業するに至った理由であると語っている。
同郷の後援会をしており、福田赳夫の桜を見る会に招待されて以後、中曾根康弘や小渕恵三の時にも招待された。
売上高が1980年は8億円、1983年は450億円と急成長したジャパンライフは、1982年に国税庁の査察を受けて6億円の所得隠しが発覚する。山口は1983年に法人税法違反で告発されて社長から取締役へと退き、警察官僚を後任社長に迎え入れると相前後して政治団体「健康産業政治連盟」を設立し年1億円から2億円以上を与野党の大物政治家らに政治献金した。東京国税局による告発を受け、1984年4月28日東京地検から起訴され、同年8月3日、東京地方裁判所から懲役2年、執行猶予4年の有罪判決を言い渡された。1985年にジャパンライフによるマルチまがい商法が国会で何度も追及され、委託販売をやめると発表して山口は会長を辞任したが、2007年に娘のひろみがジャパンライフ社長に就任すると同時に会長に就任した。

2015年には「桜を見る会」に“総理枠”で招かれ、招待状の画像を勧誘に利用している。
2019年4月25日、ジャパンライフの預託商法に絡んだ特定商取引法違反（事実不告知）容疑で、警視庁ほか6府県警察の合同捜査本部から自宅など約30ヶ所の家宅捜索を受ける。東京地裁の訴訟では5月に山口本人の尋問が予定されていたが、出廷しなかった。
2019年11月21日、山口と娘のひろみが、東京地裁から破産手続開始の決定を受けていたことがメディアによる関係者への取材で分かった。2020年10月、両人とも新たな財産が見つからない為破産廃止見込み。
2020年9月18日、警視庁と愛知県警察、福島県警察など6都県警の合同捜査本部は、詐欺の疑いで山口および娘のひろみ容疑者、12人いた「エリアマネージャー」を逮捕した。また10月8日、社が債務超過状態なのを承知の上で勧誘を続けた詐欺容疑で再逮捕した。同日、東京地検は山口を詐欺罪で起訴、10月29日に山口を別の詐欺罪で追起訴し、ひろみら12人を出資法違反罪で起訴した。2021年9月22日の初公判で起訴内容を全面的に認め「心からお詫びする」と供述。2022年1月28日、東京地裁から詐欺罪で懲役8年の実刑判決を言い渡された。2月7日に判決を不服として控訴した。
2022年11月18日の控訴審で東京高裁は1審判決を支持し、山口の控訴を棄却した。被告人が上告しなかったため判決が確定した。

## 著作
- 『いま、何をなすべきか』すずらん書房、1975年（すずらんブックス）[25]
- 『巨億を築く99の秘伝　―夢と野望を実現する豊かな人生を―』すずらん書房、1976年（すずらんブックス）[26]
- 『苦しみの壁 : 希望は言う＂進め進め”と 上巻』ジェッカーニュース社[27]

## 評伝
- 鶴蒔靖夫『山口隆祥研究　―弱冠32歳で巨億の富を築いた男―』20世紀企画、1975年1月[28]
- 荻野茂『マルチNo.1 ジャパンライフの崩壊』創出版、1986年3月[29][30]